# Skimmia

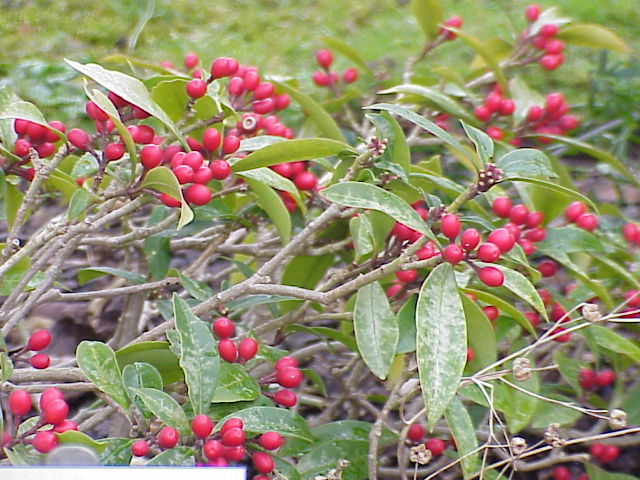
Owocujący krzew skimmii Reevesa

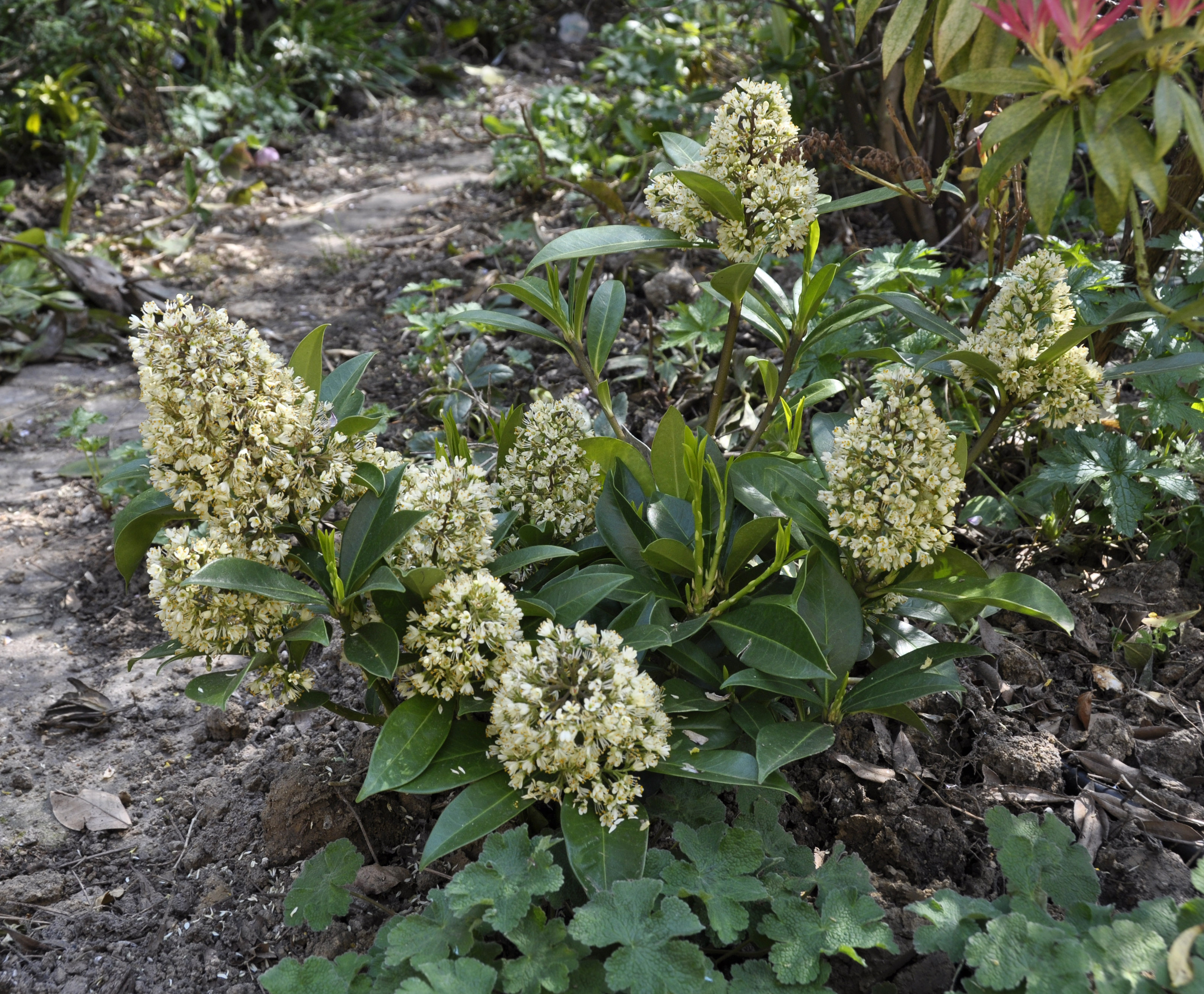
Krzew mieszańca Skimmia ×confusa (= S. anquetilia × S. japonica)

Skimmia (Skimmia) – rodzaj roślin z rodziny rutowatych. Obejmuje 7 gatunków. Występują w cieplejszych regionach Azji Wschodniej i Południowo-Wschodniej – od Afganistanu, poprzez Himalaje po Japonię, na południu sięgając po Wietnam i Filipiny. Najbardziej zróżnicowane na obszarze Chin. Rosną w różnych zbiorowiskach leśnych, kwiaty zapylane są przez pszczoły. Rośliny zawierają alkaloidy. Wszystkie części rośliny rozgniecione wydzielają ostry aromat.
Różne gatunki i mieszańce w licznych kultywarach uprawiane są jako rośliny ozdobne. Cenione są dla zimozielonego ulistnienia, wonnych kwiatów (silnie pachną zwłaszcza rośliny z kwiatami męskimi) oraz jaskrawych owoców w okresie zimowym (te z kolei tworzą się na roślinach z kwiatami żeńskimi). Owoce Skimmia laureola wykorzystywane są w Indiach jako środek poronny.

## Morfologia
PokrójDrzewa do 13 m wysokości i krzewy, wolno rosnące, zwarte i gęsto rozgałęzione, o pędach pozbawionych kolców, zielonych i nagich.
LiścieZimozielone (utrzymują się na pędach przez rok lub kilka lat), skrętoległe, pojedyncze, zwykle zagęszczone na końcach przyrostów rocznych. Blaszki całobrzegie, lancetowate, skórzaste.
KwiatyNiewielkie, obupłciowe lub funkcjonalnie jednopłciowe. Zebrane w wielokwiatowe wiechy na szczytach pędów, czasem na roślinach żeńskich kwiatostany mniejsze, kilkukwiatowe. Działek kielicha (wolnych lub zrośniętych nasadami) i płatków korony zwykle cztery lub pięć, rzadko trzy lub siedem. Płatki białe lub kremowe tworzą koronę o średnicy 6–15 mm. Pręciki w liczbie odpowiadającej liczbie płatków, w kwiatach żeńskich zredukowane. Zalążnia górna, 2–5 komorowa, z pojedynczymi w nich zalążkami. Szyjka słupka podobnej długości jak zalążnia lub krótsza.
OwoceMięsiste pestkowce koloru od czerwonego do czarnego, o 6–12 mm średnicy, zawierające jedno do czterech nasion. Nasiona jajowate lub eliptyczne.

## Systematyka
Pozycja systematyczna
Rodzaj z rodziny rutowatych (Rutaceae).
Wykaz gatunków
- Skimmia anquetilia N.P.Taylor & Airy Shaw
- Skimmia arborescens T. Anderson ex Gamble
- Skimmia japonica Thunb. – skimmia japońska
- Skimmia laureola (DC.) Siebold & Zucc. ex Walp.
- Skimmia melanocarpa Rehder & E.H. Wilson
- Skimmia multinervia C.C. Huang
- Skimmia reevesiana (Fortune) Fortune – skimmia Reevesa